# Nowosielica
Nowosielica (ukr. Новоселиця, trb. Nowosełycia) – miasto na Ukrainie, w obwodzie czerniowieckim, w rejonie czerniowieckim.
Znajduje tu się stacja kolejowa Nowosielica, położona na linii Czerniowce – Ocnița.
Z Nowosielicy pochodzi Tetiana Fiłoniuk, ukraińska lekkoatletka.

## Historia
Pierwsza wzmianka o miejscowości pochodzi z 1456. W XIX i na początku XX w. miasteczko było podzielone na część austro-węgierską i rosyjską (granicę wyznaczała rzeka Rokitna). Pod koniec XIX w. w rosyjskiej części miasteczka powstała stacja kolejowa Nowosielica i kolejowe przejście graniczne z Austro-Węgrami.
Miasto od 1940.
W 1989 liczyło 8384 mieszkańców.
W 2013 liczyło 7774 mieszkańców. Do 2020 siedziba władz rejonu nowosielickiego.